# Mark McNally
Mark Thomas McNally (Fazakerley, 20 de julio de 1989) es un ciclista británico profesional. 

## Palmarés
No ha conseguido ninguna victoria como profesional